# Grenzschutz-Bataillon III (Bydgoszcz)

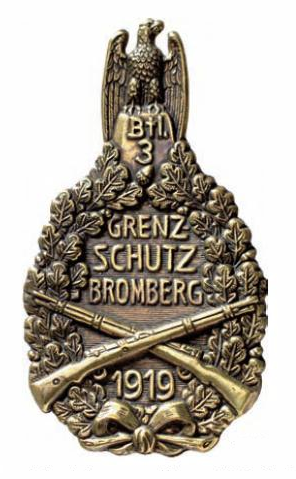
Odznaka Grenzschutz-Bataillon III, noszona na rękawie munduru

Grenzschutz-Bataillon III (niem., dosłownie "3 Batalion Straży Granicznej") – powstała 1 stycznia 1919 r. niemiecka paramilitarna formacja ochotnicza działająca na rubieżach Bydgoszczy. Zbrojnie przeciwstawiała się odłączeniu tych terenów od Republiki Weimarskiej.

## Działalność
Pod koniec listopada 1918 r. bydgoska Rada Robotników i Żołnierzy oraz dowództwo Garnizonu Bydgoszcz zlecili kapitanowi Emilowi Justowi z 15 Pułku Artylerii Pieszej (2 Pomorskiego), utworzenie Freiwilligen-Sicherheitsdienst (Ochotniczej Służby Bezpieczeństwa). "Służba Bezpieczeństwa", którą dowodził Just, składała się z 2 kompanii i liczyła ogółem 600 żołnierzy. Pierwszą kompanią dowodził porucznik Pansegrau, drugą porucznik Dost. 1 stycznia 1919 r. została ona przekształcona w Grenzschutz-Bataillon III. Celem batalionu, który składał się z sześciu kompanii, była walka z powstańcami wielkopolskimi. Batalion został rozwiązany 26 sierpnia 1919 r., po podpisaniu traktatu wersalskiego, stał się częścią Reichswehry i otrzymał nazwę III. Bataillon Reichswehr-Schützen-Regiment 83 (III batalion 83 Pułku Strzelców Reichswehry).

## Skład
- 1. Kompagnia - Leutnant Eckert
- 2. Kompagnia - Leutnant Dost
- 3. Kompagnia - Leutnant Brüggemann
- 4. Kompagnia - Leutnant Arno Manthey
- Kompania karabinów maszynowych - Oberleutnant Schreiber
- 1. Bateria - Oberleutnant Fuß

## Ważniejsze potyczki
- Szubin 2, 8 i 11 stycznia 1919
- Żnin 11 stycznia 1919
- Łabiszyn 11 stycznia 1919
- Złotniki Kujawskie 8, 10 i 11 stycznia 1919
- Nowa Wieś Wielka 30 stycznia 1919
- Rynarzewo 7 i 25 lutego 1919
- Tarkowo Dolne 6 czerwca 1919